# ویلف مک‌گینس
ویلفرد مک‌گینس (به انگلیسی: Wilfred McGuinness) (زاده ۲۵ اکتبر ۱۹۳۷) بازیکن سابق فوتبال و مربی فوتبال است.